# Abderrahman Kabous
Abderrahman Kabous (Meaux, 24 de abril de 1983) es un exfutbolista franco-marroquí.

## Trayectoria
Aunque nació en Francia, tiene la nacionalidad marroquí por ser éste el país donde nacieron sus padres.
Comenzó jugando en el Racing de Lens. Su siguiente club fue el Khemisset de Marruecos y tras él regresó a Francia para jugar en el Football Club Sochaux-Montbéliard. Volvió a Marruecos para formar parte del Komiset. Tras el paso por el fútbol africano participó en la Liga de Suecia pasando por el IFK Norrköping y el Degerfors IF. Tras jugar en el PFC CSKA Sofia de Bulgaria, fichó por el Real Murcia a comienzos de 2008.
Es centrocampista internacional absoluto con la selección de fútbol de Marruecos, con la que jugó dos partidos de la Copa Africana de Naciones 2008.

## Clubes
| Club                | País      | Año       |
| ------------------- | --------- | --------- |
| FC Sochaux          | Francia   | 2003-2004 |
| IFK Norrköping      | Suecia    | 2005      |
| Degerfors IF        | Suecia    | 2006      |
| CSKA Sofia          | Bulgaria  | 2006-2008 |
| Real Murcia         | España    | 2007-2009 |
| Silkeborg IF        | Dinamarca | 2010      |
| Wydad de Casablanca | Marruecos | 2011-2012 |
| Luzenac AP          | Francia   | 2012-2013 |
| Khaitan SC          | Kuwait    | 2013-2015 |
| MC Oujda            | Marruecos | 2015-2016 |
| White Star          | Bélgica   | 2016-2017 |

## Palmarés

### Campeonatos nacionales
| Título                       | Club       | Año       |
| ---------------------------- | ---------- | --------- |
| Liga Profesional de Bulgaria | CSKA Sofia | 2007-2008 |